# Setterich
Setterich is een plaats in de Duitse gemeente Baesweiler, deelstaat Noordrijn-Westfalen, en telt 7811 inwoners (2007).
Baesweiler · Beggendorf · Floverich · Loverich · Oidtweiler · Puffendorf · Setterich

Stedenregio Aken · Regierungsbezirk Keulen · Noordrijn-Westfalen